# Prix Roland-de-Jouvenel
Le prix Roland-de-Jouvenel, de la fondation du même nom, est un prix de l'Académie française décerné chaque année depuis 1974 par la même Académie.
Roland de Jouvenel est né le 9 juillet 1931 à Boulogne-Billancourt et décédé, à 14 ans, le 2 mai 1946 à Paris. 
C'est conformément aux dernières volontés de sa mère, Marcelle de Jouvenel épouse de Bertrand de Jouvenel, que ce prix a été créé en 1974.

## Liste des lauréats
- 1976 : 
  - Jean-Pierre Aumont pour Le Soleil et les ombres
  - Victor Beyer (1920-2017) pour Alsace
  - Pierre Boudot pour Nietzsche et les écrivains français
  - Martial Chaulanges (1903-1983) pour La Terre des autres
  - Anne Hébert pour Les Enfants du Sabbat
  - Jean Hugo pour Avant d’oublier
  - Joseph Pérard pour Max Jacob l’Universel
  - Michel Serres pour Feux et signaux de brume. Zola
- 1977 : 
  - René Alleau pour La Science des symboles
  - Georges Baudot (1935-2002) pour Les Lettres pré-colombiennes
  - Raymond Colas (1917-1992) pour Château en Nivernais
  - Philippe Diolé pour Les Oubliés du Pacifique
  - Jean Favière pour Berry, Nivernais, Bourbonnais
  - Reine Guy pour Axiologie et métaphysique selon Joaquim Xirau (Le personnalisme contemporain de l’École de Barcelone)
  - Ephraïm Harpaz (1920-2011) pour Lettres de Benjamin Constant à Mme Récamier
  - Michel Lelong pour J’ai rencontré l'Islam
  - Élisabeth Terrenoire (1912-1992) pour Un Combat d’avant-garde : Francisque Gay et "La vie catholique"
  - André Wartelle pour Idées reçues..
- 1978 :
  - Marie Berhaut pour Caillebotte, sa vie et son œuvre
  - René Brandicourt et Robert Mazel pour Dans la montagne
  - Jean Cherpin (1899-1985) pour Daumier et le théâtre
  - Marc Donadille pour Ardente et secrète Cévenne
  - François Flahault pour La Parole intermédiaire
  - Gilles Henry pour Commissaire Maigret, qui êtes-vous ?
  - Robert Mauzi et Sylvain Menant pour Littérature française du XVIIIe siècle (1750-1778)
  - José-Michel Moureaux pour La Défense de mon oncle, de Voltaire
  - Odile Pascal pour Le Monde à l’endroit
- 1979 : 
  - Raymond Castans pour Il était une fois Marcel Pagnol
  - Georges Cerbelaud-Salagnac pour Le Limousin
  - Paul Henri Dufournet (1905-1994) pour Pour une archéologie du paysage
  - Jean-Marie Dunoyer pour Ramuz, peintre vaudois
  - Jacques Lorcey pour Marcel Achard ou 50 ans de vie parisienne
  - Paul-Louis Mignon pour Panorama du théâtre au XXe siècle
  - Michèle Sarde pour Colette, libre et entravée
- 1980 :
  - Luce Amy pour L’Amour de Sven
  - Simone Binet-Court (1909-2006) pour Le Banc des amandiers
  - Christian Genet (1932-....) pour La Vie mondaine aux bains de mer
  - Pierre de Lagarde pour La Mémoire des pierres
  - Georges Martin pour Les Cévennes au temps passé
  - Jean Taillemagre alias Arnaud de Pesquidoux pour Bestiaire de la terre et des eaux
- 1981 :
  - Michel Autrand pour L’Humour de Jules Renard
  - Jean-Louis Backès (1937-....) pour Racine
  - André Beucler pour De Saint-Pétersbourg à Saint-Germain-des-Prés
  - Jean-Louis Darcel pour Considérations sur la France de Joseph de Maistre
  - Éric Deschodt pour Saint-Exupéry
  - Georges Drettas pour La Mère et l’Outil. Contribution à l’étude sémantique du tissage rural dans la Bulgarie actuelle
  - Henri Gougaud pour Le Trouveur de feu
  - Claude-Claire Kappler pour Monstres, démons et merveilles à la fin du Moyen Âge
  - Jean-Michel Royer pour À la manière d’Un
- 1982 : 
  - Guy Avanzini pour Histoire de la pédagogie du XVIIe siècle à nos jours
  - Michel Bonte (1938-....) pour Images et spiritualité dans l’œuvre romanesque de François Mauriac
  - Gabriel Berquet et Jean-Pierre Collinet (1930-2011) pour Édition des Lettres de Valentin Conrart à Lorenzo
  - Pierre-Émile Buron pour Le Cœur et l’esprit de Madame Récamier
  - Jean Diwo pour Chez Lipp
  - Michel Estève (1933-....) pour Bernanos
  - Paul Gosset pour Henri Harpignies, peintre paysagiste français (1819-1916)
  - Jacques Lecat pour Édition du Panorama des grands boulevards. Paris romantique
  - Michèle Ménard pour Une Histoire des mentalités religieuses aux XVIIe et XVIIIe siècles. Mille retables de l’ancien diocèse du Mans
- 1983 : 
  - Henri Anger pour Une Petite Fille en colère
  - Serge Bramly pour La Danse du loup
  - Georges Décote pour Correspondance de Jacques Cazotte
  - Geneviève Dormann pour Le Roman de Sophie Trébuchet
  - Liliane Franck pour Une Rivière nommée Lez
  - Jean Freustié pour Prosper Mérimée
  - Claude Lecouteux pour Mélusine et le chevalier au cygne
  - Eduardo Manet pour La Mauresque
  - Louis-Antoine Prat pour L’Amateur d’absolu
- 1984 : 
  - Éric Deschodt pour Le roi a fait battre tambour
  - Bernard Leconte pour Le divorce est une ignominie
  - Jérôme Medrano (1907-1998) pour Une Vie de cirque
  - Jean Métellus pour Une Eau-forte
  - Micheline Tison-Braun pour Ce Monstre incomparable... Malraux, ou l’énigme du moi
- 1985 : 
  - Moussa Abadi pour La Comédie du théâtre
  - Claire et Alain Da Cunha pour Des Pierres précieuses aux pierres fines
  - Paule-Renée Fournajoux pour Jenny
  - Jean-Yves Mollier pour Michel et Calmann Lévy ou la naissance de l’édition moderne, 1836-1891
  - Morgan Sportès pour La Dérive des continents
  - Daphné Vaudoyer pour Journal de Geneviève Breton, 1867-1871
- 1986 : 
  - Jean-Marie Alfroy pour Le Professeur est nu
  - François-Olivier Rousseau pour Sébastien Doré
- 1987 :
  - Annette Colin-Simard pour Au nom de la reine de Saba
  - Francine Mallet (1909?-2004) pour Molière
  - Mme Kei Shionoya (1944-....) pour Cyrano et les samouraïs
- 1988 :
  - Geneviève Brisac pour Les Filles
  - Emmanuel Haymann pour Labiche ou l’esprit du Second Empire
- 1989 : Olivier Merlin pour Tristan Bernard ou le temps de vivre
- 1990 :
  - Simone Balayé (1925-2002) pour La Bibliothèque nationale, des origines à 1800
  - Jean Claude (1935-....).pour Correspondance André Gide-Jacques Copeau[2]
  - Norbert Czarny (1954-....) pour Les Valises
  - Dominique Rolin pour Vingt chambres d’hôtel
- 1991 : 
  - Muriel Augry-Merlino pour Le Cosmopolitisme dans les textes courts de Stendhal et Mérimée
  - Sylvie Claval pour Le Bouquet des expressions imagées
  - Claude Duneton pour Le Bouquet des expressions imagées
- 1992 : 
  - Viviane Forrester pour Ce soir, après la guerre
  - Patrice Orcel (1951-....) pour Un Dilettante à la campagne
  - Suzanne Prou pour Car déjà le jour baisse
- 1993 :
  - Francis Ambrière pour Mademoiselle Mars et Marie Dorval au théâtre et dans la vie
  - Frédéric Jacques Temple pour l'ensemble de son œuvre de critique et de traducteur
- 1994 : Jean-Philippe Arrou-Vignod pour Le Discours des absents
- 1995 : 
  - Roger Bichelberger pour Anioutka
  - Michel Cointat pour Poèmes en fleurs. Anthologie de la poésie des fleurs
  - Mariette Condroyer pour Sentinelle
- 1996 :
  - Éric Neuhoff pour Barbe à papa
  - Amélie Nothomb pour Les Catilinaires
- 1997 : Laurence Cossé pour Le Coin du voile
- 1998 : Jean-Noël Pancrazi pour Long séjour
- 1999 : 
  - Pierre Brahma pour La Malle des Indes
  - Claudine Cohen pour L’Homme des origines. Savoirs et fictions en préhistoire
- 2000 : Sijie Dai pour Balzac et la petite tailleuse chinoise
- 2001 : Michel Winock pour Les Voix de la liberté
- 2002 :  
  - Marcel Cohen pour Faits. Lecture courante à l’usage des grands débutants
  - Jean-François Robin pour La Disgrâce de Jean-Sébastien Bach
- 2003 : Luc Fraisse pour Les Fondements de l’histoire littéraire, de Saint-René Taillandier à Lanson
- 2004 :  
  - Gérard Cholvy pour Frédéric Ozanam
  - Benoît Le Roux  (1946-....) pour Evelyn Waugh
- 2005 : Philippe Desan pour Dictionnaire de Michel Montaigne
- 2006 : Jean Canavaggio pour Don Quichotte, du livre au mythe
- 2007 : François Moureau pour La Plume et le plomb. Espaces de l’imprimé et du manuscrit au siècle des Lumières
- 2008 : Roxane Martin (1972-....) pour La Féerie romantique sur les scènes parisiennes (1791-1864)
- 2009 : Thierry Dancourt pour Hôtel de Lausanne
- 2010 : Bruno Tackels pour Walter Benjamin. Une vie dans les textes
- 2011 : Jérôme Prieur pour Rendez-vous dans une autre vie
- 2012 : Christian Garcin pour Des femmes disparaissent
- 2013 : Didier Blonde pour L’Inconnue de la Seine
- 2014 : Bernard Chambaz pour Dernières Nouvelles du martin-pêcheur
- 2015 : Ariane Charton (1975-....) pour Alain-Fournier
- 2016 : Stéphane Barsacq pour Le Piano dans l’éducation des jeunes filles
- 2017 : Stéphane Lambert pour Avant Godot
- 2018 : Myriam Anissimov pour Les Yeux bordés de reconnaissance
- 2019 : Florent Couao-Zotti pour Western tchoukoutou
- 2020 : Colin Thibert pour Torrentius
- 2021 : Alexandra Lapierre pour Belle Greene
- 2022 : Lyane Guillaume pour Moi, Tamara Karsavina
- 2023 : Denis Grozdanovitch pour La Gloire des petites choses
- 2024 : Paul Saint Bris pour L’Allègement des vernis
- 2025 : Thierry Thomas pour Feydeau s'en va